# 80. ceremonia wręczenia Złotych Globów
80. ceremonia wręczenia Złotych Globów, nagród filmowych i telewizyjnych przyznawanych przez Hollywoodzkie Stowarzyszenie Prasy Zagranicznej, odbyła się 10 stycznia 2023 w The Beverly Hilton w Beverly Hills. Była emitowana na żywo przez stację telewizyjną NBC i serwis strumieniowy Peacock, prowadził ją Jerrod Carmichael.
Nominacje zostały ogłoszone 12 grudnia 2022. Spośród filmów najwięcej zdobył ich Duchy Inisherin (8), zaś spośród programów telewizyjnych serial Misja: Podstawówka (5). Najwięcej nagród otrzymały Duchy Inisherin, Fabelmanowie i Misja: Podstawówka (po 3).

## Informacje o ceremonii
Po cyklu corocznych emisji Złotych Globów od 1996, w 2021 stacja telewizyjna NBC ogłosiła, że nie będzie transmitowała gali w 2022. Był to element bojkotu plebiscytu, który prowadziły wybrane media i branża filmowa ze względu na brak różnorodności społecznej w Hollywoodzkim Stowarzyszeniu Prasy Zagranicznej. W lipcu 2022 stowarzyszenie ogłosiło przeprowadzenie reform organizacyjnych, obejmujących między innymi przekształcenie w organizację non-profit i zwiększenie liczby członków z uwzględnieniem ich różnorodności. 20 września 2022 Hollywoodzkie Stowarzyszenie Prasy Zagranicznej i producent Złotych Globów, Dick Clark Productions, ogłosili, że w 2023 powróci transmisja gali w NBC i należącym do koncernu NBCUniversal serwisie strumieniowym Peacock. Choć w przeszłości ceremonia odbywała się zwykle w niedzielę, tym razem została przesunięta na wtorek 10 stycznia 2023 z uwagi na mecze lig NFL i College Football Playoff National Championship, które zostały zaplanowane na kolejno niedzielę 8 stycznia 2023 i poniedziałek 9 stycznia 2023. 8 grudnia 2022 komik i aktor Jerrod Carmichael został ogłoszony prowadzącym gali.
Począwszy od 80. ceremonii została wprowadzona zmiana w kategoriach telewizyjnych. Każda z kategorii ról drugoplanowych w serialu telewizyjnym, miniserialu lub filmie telewizyjnym (dla mężczyzn i kobiet) została rozbita na dwie nowe kategorie: jedną dla występów w serialach dramatycznych, komediowych lub musicalach, a drugą dla występów w miniserialach, serialach antologicznych lub filmach telewizyjnych.

## Laureaci i nominacje
Źródła:

### Kategorie filmowe
| Najlepszy film dramatyczny | Najlepszy film komediowy lub musical |
| --- | --- |
| - Fabelmanowie - Avatar: Istota wody - Elvis - Tár - Top Gun: Maverick | - Duchy Inisherin - Babilon - Glass Onion: Film z serii „Na noże” - Wszystko wszędzie naraz - W trójkącie |
| Najlepszy aktor w filmie dramatycznym | Najlepsza aktorka w filmie dramatycznym |
| - Austin Butler – Elvis jako Elvis Presley - Brendan Fraser – Wieloryb jako Charlie - Hugh Jackman – Syn jako Peter Miller - Bill Nighy – Życie jako pan Williams - Jeremy Pope – The Inspection jako Ellis French                                                  | - Cate Blanchett – Tár jako Lydia Tár - Olivia Colman – Imperium światła jako Hilary Small - Viola Davis – Królowa wojownik jako generał Nanisca - Ana de Armas – Blondynka jako Norma Jeane Mortenson / Marilyn Monroe - Michelle Williams – Fabelmanowie jako Mitzi Schildkraut-Fabelman |
| Najlepszy aktor w filmie komediowym lub musicalu | Najlepsza aktorka w filmie komediowym lub musicalu |
| - Colin Farrell – Duchy Inisherin jako Pádraic Súilleabháin - Diego Calva – Babilon jako Manny Torres - Daniel Craig – Glass Onion: Film z serii „Na noże” jako Benoit Blanc - Adam Driver – Biały szum jako Jack Gladney - Ralph Fiennes – Menu jako Julian Slowik | - Michelle Yeoh – Wszystko wszędzie naraz jako Evelyn Quan Wang - Lesley Manville – Paryż pani Harris jako Ada Harris - Margot Robbie – Babilon jako Nellie LaRoy - Anya Taylor-Joy – Menu jako Margot Mills / Erin - Emma Thompson – Powodzenia, Leo Grande jako Nancy Stokes / Susan Robinson |
| Najlepszy aktor drugoplanowy | Najlepsza aktorka drugoplanowa |
| - Ke Huy Quan – Wszystko wszędzie naraz jako Waymond Wang - Brendan Gleeson – Duchy Inisherin jako Colm Doherty - Barry Keoghan – Duchy Inisherin jako Dominic Kearney - Brad Pitt – Babilon jako Jack Conrad - Eddie Redmayne – Dobry opiekun jako Charles Cullen  | - Angela Bassett – Czarna Pantera: Wakanda w moim sercu jako Królowa Ramonda - Kerry Condon – Duchy Inisherin jako Siobhán Súilleabháin - Jamie Lee Curtis – Wszystko wszędzie naraz jako Deirdre Beaubeirdre - Dolly de Leon – W trójkącie jako Abigail - Carey Mulligan – Jednym głosem jako Megan Twohey |
| Najlepszy reżyser | Najlepszy scenariusz |
| - Steven Spielberg – Fabelmanowie - James Cameron – Avatar: Istota wody - Daniel Kwan i Daniel Scheinert – Wszystko wszędzie naraz - Baz Luhrmann – Elvis - Martin McDonagh – Duchy Inisherin                                                                       | - Martin McDonagh – Duchy Inisherin - Todd Field – Tár - Daniel Kwan i Daniel Scheinert – Wszystko wszędzie naraz - Sarah Polley – Women Talking - Steven Spielberg i Tony Kushner – Fabelmanowie |
| Najlepsza muzyka | Najlepsza piosenka |
| - Justin Hurwitz – Babilon - Carter Burwell – Duchy Inisherin - Alexandre Desplat – Guillermo del Toro: Pinokio - Hildur Guðnadóttir – Women Talking - John Williams – Fabelmanowie                                                                                 | - „Naatu Naatu” (M.M. Keeravani, Kaala Bhairava i Rahul Sipligunj) – RRR - „Carolina” (Taylor Swift) – Gdzie śpiewają raki - „Ciao Papa” (Alexandre Desplat, Roeban Katz i Guillermo del Toro) – Guillermo del Toro: Pinokio - „Hold My Hand” (Lady Gaga, BloodPop i Benjamin Rice) – Top Gun: Maverick - „Lift Me Up” (Tems, Rihanna, Ryan Coogler i Ludwig Göransson) – Czarna Pantera: Wakanda w moim sercu |
| Najlepszy film animowany | Najlepszy film nieanglojęzyczny |
| - Guillermo del Toro: Pinokio - Inu-Oh - Kot w butach: Ostatnie życzenie - Marcel Muszelka w różowych bucikach - To nie wypanda | - Argentyna, 1985 (Argentyna) - Blisko (Belgia) - Na Zachodzie bez zmian (Niemcy) - Podejrzana (Korea Południowa) - RRR (Indie) |

### Kategorie telewizyjne
| Najlepszy serial dramatyczny | Najlepszy serial komediowy lub musical |
| --- | --- |
| - Ród Smoka (HBO) - Ozark (Netflix) - Rozdzielenie (Apple TV+) - Zadzwoń do Saula (AMC) - The Crown (Netflix) | - Misja: Podstawówka (ABC) - Hacks (HBO Max) - The Bear (FX on Hulu) - Wednesday (Netflix) - Zbrodnie po sąsiedzku (Hulu) |
| Najlepszy miniserial, serial antologiczny lub film telewizyjny | |
| - Biały Lotos (HBO) - Czarny ptak (Apple TV+) - Dahmer – Potwór: Historia Jeffreya Dahmera (Netflix) - Pam i Tommy (Hulu) - Zepsuta krew (Hulu) | |
| Najlepszy aktor w serialu dramatycznym | Najlepsza aktorka w serialu dramatycznym |
| - Kevin Costner – Yellowstone (Paramount Network) jako John Dutton - Jeff Bridges – Stary człowiek (FX) jako Dan Chase / Henry Dixon / Johnny Kohler - Diego Luna – Andor (Disney+) jako Cassian Andor - Bob Odenkirk – Zadzwoń do Saula (AMC) jako Jimmy McGill / Saul Goodman / Gene Takavic - Adam Scott – Rozdzielenie (Apple TV+) jako Mark Scout | - Zendaya – Euforia (HBO) jako Rue Bennett - Emma D’Arcy – Ród Smoka (HBO) jako Księżniczka Rhaenyra Targaryen - Laura Linney – Ozark (Netflix) jako Wendy Byrde - Imelda Staunton – The Crown (Netflix) jako Królowa Elżbieta II - Hilary Swank – Alaska Daily (ABC) jako Eileen Fitzgerald                                                                          |
| Najlepszy aktor w serialu komediowym lub musicalu | Najlepsza aktorka w serialu komediowym lub musicalu |
| - Jeremy Allen White – The Bear (FX on Hulu) jako Carmen „Carmy” Berzatto - Donald Glover – Atlanta (FX) jako Earnest „Earn” Marks - Bill Hader – Barry (HBO) jako Barry Berkman / Barry Block - Steve Martin – Zbrodnie po sąsiedzku (Hulu) jako Charles-Haden Savage - Martin Short – Zbrodnie po sąsiedzku (Hulu) jako Oliver Putnam                | - Quinta Brunson – Misja: Podstawówka (ABC) jako Janine Teagues - Kaley Cuoco – Stewardessa (HBO Max) jako Cassandra „Cassie” Bowden - Selena Gomez – Zbrodnie po sąsiedzku (Hulu) jako Mabel Mora - Jenna Ortega – Wednesday (Netflix) jako Wednesday Addams - Jean Smart – Hacks (HBO Max) jako Deborah Vance                                                       |
| Najlepszy aktor w miniserialu, serialu antologicznym lub filmie telewizyjnym | Najlepsza aktorka w miniserialu, serialu antologicznym lub filmie telewizyjnym |
| - Evan Peters – Dahmer – Potwór: Historia Jeffreya Dahmera (Netflix) jako Jeffrey Dahmer - Taron Egerton – Czarny ptak (Apple TV+) jako James „Jimmy” Keane - Colin Firth – Schody (HBO Max) jako Michael Peterson - Andrew Garfield – Pod sztandarem nieba (FX on Hulu) jako detektyw Jeb Pyre - Sebastian Stan – Pam i Tommy (Hulu) jako Tommy Lee   | - Amanda Seyfried – Zepsuta krew (Hulu) jako Elizabeth Holmes - Jessica Chastain – George & Tammy (Showtime) jako Tammy Wynette - Julia Garner – Kim jest Anna? (Netflix) jako Anna Sorokin / Anna Delvey - Lily James – Pam i Tommy (Hulu) jako Pamela Anderson - Julia Roberts – Gaslit (Starz) jako Martha Mitchell                                                |
| Najlepszy aktor drugoplanowy w serialu dramatycznym, komediowym lub musicalu | Najlepsza aktorka drugoplanowa w serialu dramatycznym, komediowym lub musicalu |
| - Tyler James Williams – Misja: Podstawówka (ABC) jako Gregory Eddie - John Lithgow – Stary człowiek (FX) jako Harold Harper - Jonathan Pryce – The Crown (Netflix) jako Filip, książę Edynburga - John Turturro – Rozdzielenie (Apple TV+) jako Irving Bailiff - Henry Winkler – Barry (HBO) jako Gene Cousineau                                      | - Julia Garner – Ozark (Netflix) jako Ruth Langmore - Elizabeth Debicki – The Crown (Netflix) jako Diana, księżna Walii - Hannah Einbinder – Hacks (HBO Max) jako Ava Daniels - Janelle James – Misja: Podstawówka (ABC) jako Ava Coleman - Sheryl Lee Ralph – Misja: Podstawówka (ABC) jako Barbara Howard                                                           |
| Najlepszy aktor drugoplanowy w miniserialu, serialu antologicznym lub filmie telewizyjnym | Najlepsza aktorka drugoplanowa w miniserialu, serialu antologicznym lub filmie telewizyjnym |
| - Paul Walter Hauser – Czarny ptak (Apple TV+) jako Larry Hall - F. Murray Abraham – Biały Lotos (HBO) jako Bert Di Grasso - Domhnall Gleeson – Pacjent (FX on Hulu) jako Sam Fortner - Richard Jenkins – Dahmer – Potwór: Historia Jeffreya Dahmera (Netflix) jako Lionel Dahmer - Seth Rogen – Pam i Tommy (Hulu) jako Rand Gauthier                 | - Jennifer Coolidge – Biały Lotos (HBO) jako Tanya McQuoid-Hunt - Claire Danes – Rozterki Fleishmana (FX on Hulu) jako Rachel Flieshman - Daisy Edgar-Jones – Pod sztandarem nieba (FX on Hulu) jako Brenda Lafferty - Niecy Nash – Dahmer – Potwór: Historia Jeffreya Dahmera (Netflix) jako Glenda Cleveland - Aubrey Plaza – Biały Lotos (HBO) jako Harper Spiller |

### Nagrody specjalne
- Eddie Murphy – Nagroda im. Cecila B. DeMille’a[7]
- Ryan Muprhy – Nagroda im. Carol Burnett(inne języki)[8]

## Statystyki

### Filmy
| Liczba | Filmy                   |
| ------ | ----------------------- |
| 3      | Duchy Inisherin         |
| 3      | Fabelmanowie            |
| 2      | Wszystko wszędzie naraz |

| Liczba | Filmy                                |
| ------ | ------------------------------------ |
| 8      | Duchy Inisherin                      |
| 6      | Wszystko wszędzie naraz              |
| 5      | Babilon                              |
| 5      | Fabelmanowie                         |
| 3      | Elvis                                |
| 3      | Guillermo del Toro: Pinokio          |
| 3      | Tár                                  |
| 2      | Avatar: Istota wody                  |
| 2      | Czarna Pantera: Wakanda w moim sercu |
| 2      | Glass Onion: Film z serii „Na noże”  |
| 2      | Menu                                 |
| 2      | RRR                                  |
| 2      | Top Gun: Maverick                    |
| 2      | Women Talking                        |
| 2      | W trójkącie                          |

### Programy telewizyjne
| Liczba | Programy           |
| ------ | ------------------ |
| 3      | Misja: Podstawówka |
| 2      | Biały Lotos        |

| Liczba | Programy                                   |
| ------ | ------------------------------------------ |
| 5      | Misja: Podstawówka                         |
| 4      | Biały Lotos                                |
| 4      | Dahmer – Potwór: Historia Jeffreya Dahmera |
| 4      | Pam i Tommy                                |
| 4      | The Crown                                  |
| 4      | Zbrodnie po sąsiedzku                      |
| 3      | Czarny ptak                                |
| 3      | Hacks                                      |
| 3      | Ozark                                      |
| 3      | Rozdzielenie                               |
| 2      | Barry                                      |
| 2      | Pod sztandarem nieba                       |
| 2      | Ród Smoka                                  |
| 2      | Stary człowiek                             |
| 2      | The Bear                                   |
| 2      | Wednesday                                  |
| 2      | Zadzwoń do Saula                           |
| 2      | Zepsuta krew                               |